# روش زیگلر نیکولز
روش زیگلر نیکولز یک روش تجربی برای آوردن ضرایب PID است. آقایان زیگلر و نیکولز در سال ۱۹۴۲ دو روش تعیین ضرایب کنترل‌کننده PID را که به صورت تعیین از طریق حلقه بسته و حلقه باز بود ارائه کردند.
| Ziegler–Nichols method |                           |                           |                           |
| Control Type           | {\displaystyle K_{p}}     | {\displaystyle T_{i}}     | {\displaystyle T_{d}}     |
| P                      | {\displaystyle 0.5K_{u}}  | –                         | –                         |
| PI                     | {\displaystyle 0.45K_{u}} | {\displaystyle T_{u}/1.2} | –                         |
| PD                     | {\displaystyle 0.8K_{u}}  | –                         | {\displaystyle T_{u}/8}   |
| classic PID            | {\displaystyle 0.6K_{u}}  | {\displaystyle T_{u}/2}   | {\displaystyle T_{u}/8}   |
| Pessen Integral Rule   | {\displaystyle 0.7K_{u}}  | {\displaystyle T_{u}/2.5} | {\displaystyle 3T_{u}/20} |
| some overshoot         | {\displaystyle 0.33K_{u}} | {\displaystyle T_{u}/2}   | {\displaystyle T_{u}/3}   |
| no overshoot           | {\displaystyle 0.2K_{u}}  | {\displaystyle T_{u}/2}   | {\displaystyle T_{u}/3}   |

## روش‌های تعیین ضرایب زیگلر نیکولز
- تعیین به کمک سیستم حلقه باز[۴]
- تعیین به کمک سیستم حلقه بسته

## استفاده از حلقه باز
طبق این روش ابتدا باید فیدبک را از مدار باز کرد تا مدار به یک حلقه باز تبدیل شود. سپس ورودی پله را به مدار اعمال می‌کنیم و سپس پارامترهای مورد نیاز جدول زیگلر نیکولز را از روی شکل خروجی شبیه سازی شدهٔ مدار فوق بدست می‌آوریم:Kp , T , Td
بطوری که  Kp نسبت اختلاف مقدار نهایی از مقدار اولیهٔ پاسخ  به نسبت همان اختلاف از ورودی می‌باشد:
Kp=(y(∞)-y(0))/(u(∞)-u(0
همچنین Td  زمان تأخیر و نیز T فاصله زمانی بین انتهای زمان تأخیر تا زمانی که خروجی به ۰٫۶۳۷ مقدار نهایی خود می‌رسد
نهایتاً ضرایب را می‌توان از جدول تجربی روبرو که توسط زیگلر - نیکلز ارائه شد پیدا کرد.

## استفاده از حلقه بسته
بدین منظور میبایست ابتدا بلوک‌های مشتق گیر و انتگرال گیر را از مدار جدا شوند و در بین بلوک کنترلی مدار تنها بلوک تناسبی ( معادل P ) برقرار باشد .
حذف دیگر عوامل کنترلی در تئوری به معنی بینهایت فرض کردن TI و صفر فرض کردن Td  می‌باشد .
لازم به ذکر است معادله اصلی کنترل PID  در هر دو حالت به فرم G(s)=Kc*(1+1/(TIs)+Td *S)   plant می‌باشد.
سپس ورودی پله را اعمال کرده و از مقادیر کوچک Kc شروع کرده تا زمانی که نمودار خروجی نوسانی گردد . در این صورت دوره نوسان را معادل Tu  و گین نوسان ساز را Kcu  مینامیم
بر این اساس ضرایب PID  بر طبق جدول زیر خواهد بود :